# Liste der Hochhäuser in Kassel
Diese Liste stellt die höchsten Hochhäuser in Kassel dar.

## Liste
| Rang | Gebäude                                           | Bild | Höhe (m) | Etagen | Eröffnung | Standort                       | Architekt     | Bemerkungen |
| ---- | ------------------------------------------------- | ---- | -------- | ------ | --------- | ------------------------------ | ------------- | --- |
| 1    | Stern-Hochhaus                                    |      | 55,4     | 18     | 1969      | Untere Königsstraße 76–82      |               | |
| 2    | GWG-Hochhaus                                      |      | 51,6     | 16     |           | Hinter dem Fasanenhof 1h       |               | |
| 3    | „Brandkasse“-Hochhaus (SV SparkassenVersicherung) |      | 50       |        |           | Kölnische Str. 42–46           |               | |
| 4    | GWH-Hochhäuser                                    |      | 48       |        |           | Heinrich-Plett-Str. 21 und 67  |               | |
| 5    | Ehemaliges Gebäude Bundesagentur für Arbeit       |      | 47       |        |           | Grüner Weg 46                  |               | |
| 6    | Wintershall-Hochhaus (Hauptsitz)                  |      | 46       |        | 1957      | Friedrich-Ebert-Str. 160       |               | Das Gebäude wurde 2025 von der Stadt gekauft und soll technisches Rathaus werden                                    |
| 7    | Hochhaus am Wehlheider Platz                      |      | 45,1     |        |           | Kirchweg 31 (Wehlheider Platz) |               | |
| 8    | Augustinum                                        |      | 44,4     |        |           | Im Druseltal 12                |               | Das Ensemble besteht aus drei Türmen und wird als Seniorenresidenz genutzt.                                         |
| 9    | „Victoria“-Hochhaus am Rathaus                    |      | 42       |        |           | Obere Königsstraße 3           |               | |
| 10   | „Colonia-Haus“/„Telekom-Haus“                     |      | 40       |        | 1969–1970 | Friedrich-Ebert-Str. 25        |               | 2013 saniert und aufgestockt                                                                                        |
| 11   | Wohnhaus                                          |      | 36       |        | 1955      | Goethestr. 15                  | Paul Bode     | |
| 12   | Hauptpost (Deutsche Post AG)                      |      | 35       | 8      | 1975      | Untere Königsstraße 95         |               | |
| 13   | EAM-Hochhaus                                      |      | 35       |        | 1955      | Scheidemannplatz 1             | Werner Seidel | |
| 14   | „Blaues Palais“                                   |      | 35       |        | 1974      | Mönchebergstr. 50              |               | bis zum Teilabriss von sieben Stockwerken im Jahr 1988 56 m hoch, 1974 bis 1988 höchstes Hochhaus Kassels           |
| 9    | Rathaus Kassel                                    |      | 34,2     | 8      | 1909      | Obere Königsstraße 8           | Karl Roth     | Der Altbau besitzt sechs Stockwerke, der Anbau in der Oberen Karlsstraße, errichtet 1974 bis 1977, acht Stockwerke. |
| 16   | Ehemaliges Versorgungsamt                         |      | 33       |        |           | Frankfurter Str. 84a           |               | Gebäude steht mittlerweile leer und soll abgerissen werden.                                                         |
| XX   | H4 Hotel Kassel                                   |      |          |        |           | Baumbachstr. 2                 |               | |